# 埃斯特斯公园 (科罗拉多州)
埃斯特斯公园（英語：Estes Park），是美国科罗拉多州拉里默尔县下属的一座城市。建市于1917年4月17日，面积大约为6.793平方英里（17.594平方公里）。根据2010年美国人口普查，该市有人口5,858人。2011年估计该市有人口5,976人，相比2010年人口增长率为2.01%。同时，论人口该市是科罗拉多州第65大城市。